# Этика, сосредоточенная на страданиях
Э́тика, сосредото́ченная на страда́ниях (англ. Suffering-focused ethics) — этические направления, которые придают первостепенное значение предотвращению или минимизации страданий. Эти подходы утверждают, что моральный долг заключается в том, чтобы предотвращать или минимизировать cтрадания, даже если это требует отказа от создания положительных состояний, таких как удовольствие.

## Основные идеи
Этика, сосредоточенная на страданиях, исходит из предположения, что страдания являются наихудшим возможным состоянием, и их предотвращение должно быть первостепенной моральной задачей. Этот подход может принимать различные формы, включая негативный утилитаризм и антинатализм.
Согласно этике, сосредоточенной на страданиях, предотвращение страданий имеет больший моральный вес, чем создание счастья или других положительных состояний. Это положение противоречит некоторым традиционным этическим теориям, таким как классический утилитаризм, который стремится максимизировать общее благополучие, принимая во внимание как положительные, так и отрицательные состояния.
Этика, сосредоточенная на страданиях, часто рассматривается как реакция на недостатки классического утилитаризма, который может придавать недостаточное значение тяжести страданий. Сторонники этого подхода утверждают, что даже если счастье и благополучие являются важными, они не могут оправдывать серьёзные страдания, которые могут быть вызваны попытками достичь этих целей.

## Примеры

### Негативный утилитаризм
Негативный утилитаризм является одной из наиболее известных форм этики, сосредоточенной на страданиях. В отличие от классического утилитаризма, который стремится к максимизации общего счастья, негативный утилитаризм утверждает, что главной целью морального поведения должна быть минимизация страданий. Например, в контексте медицинской этики сторонники негативного утилитаризма могут утверждать, что предотвращение боли у пациентов более важно, чем попытка продлить их жизнь, если это продление связано с большим количеством страданий.

### Антинатализм
Антинаталисты, такие как философ Дэвид Бенатар, утверждают, что рождение новых людей неизбежно связано с риском страданий, и поэтому лучше избегать рождения, чем рисковать созданием новых страданий. В своей книге "Лучше не родиться" Бенатар представляет аргумент, что даже если жизнь приносит некоторые положительные моменты, они не могут компенсировать страдания, которые также неизбежно возникают в жизни.

## Критика
Этика, сосредоточенная на страданиях, сталкивается с критикой за односторонний подход к моральным вопросам. Критики утверждают, что такие подходы преувеличивают важность страданий, игнорируя другие значимые аспекты жизни, такие как счастье. Они могут также утверждать, что сосредоточение исключительно на предотвращении зла может привести к пассивности и отказу от стремления к созданию более счастливого мира.
Некоторые критики также обращают внимание на потенциально парадоксальные выводы, к которым может привести такая этика. Например, если основная цель — минимизация страданий, то логическим следствием может быть вывод о том, что полное прекращение существования всех живых существ, включая людей, будет моральным благом, так как это устранило бы все страдания. Этот аргумент вызывает серьёзные этические и философские дебаты.

## Дальнейшее чтение
- Vinding, Magnus. Suffering-Focused Ethics: Defense and Implications. — Copenhagen : Ratio Ethica, 2020. — ISBN 9798624910911.
- Ajantaival, Teo. Minimalist Axiologies: Alternatives to ‘Good Minus Bad’ Views of Value. — Independently published, 2024. — ISBN 9798872652656.